# Google ATAP
Il gruppo Advanced Technology and Projects di Google (ATAP) è un team della Skunkworks e un incubatore tecnologico interno, creato dalla ex direttrice della DARPA Regina Dugan . ATAP è simile alla Google X, ma lavora su progetti più brevi, garantendo ai leader di progetto solo due anni per trasferire un progetto dall'idea al prodotto finito. Secondo la Dugan, il progetto ATAP ideale combina tecnologia e scienza, richiede una certa quantità di nuove ricerche e crea un prodotto commerciabile entro i due anni. Oltre alla scadenza biennale gli altri principi sono: creare piccoli team di alte prestazioni; utilizzare risorse al di fuori dell'organizzazione. ATAP ha collaborato con centinaia di partner in oltre venti paesi, tra cui scuole, aziende, startup, governi e organizzazioni non profit. Sono stati stipulati contratti a tempo indeterminato con un certo numero di scuole di alto livello, come l'Università di Stanford, il MIT e la California Institute of Technology, per facilitare accordi di ricerca rapida quando necessario. Storicamente, il team ATAP è nato come Motorola ed è stato mantenuto quando Google ha venduto Motorola a Lenovo; per questo motivo, le idee ATAP sono state orientate verso la tecnologia hardware per dispositivi mobile.